# 浜益御殿
浜益御殿（はまますごてん）は、北海道の石狩市浜益区と増毛郡増毛町の2市町にまたがる標高1,038.8mの山である。山頂には三等三角点「牛石」が設置されている。

## 概要
増毛山地を構成する暑寒別山地の西側、浜益岳と雄冬山の中間に位置している山で、かつて浜益と増毛を往来する主要な道路であった増毛山道の最高峰（増毛山道が通る山の最高峰であり、山道の最高点は雄冬山の東側斜面である）でもあり、かなり珍しく山頂には三角点の他に水準点も設置されている。
交通網の発達と国道231号の整備により増毛山道は廃道と化したが、2008年に空中写真による山道の特定、2016年には地元の有志の努力により増毛山道は復元され、同時に遺跡の整備や雄冬山山頂への登山道の整備も行われた。
山名の「浜益」はかつて「ハママシケ」と呼ばれており、「浜」は和名だが「マシケ」はアイヌ語の「マシケイ（かもめの所）」が語源であるとされる。しかし他にも「マシケ」は「マシユキニ（ニシン）」や「アママシユケ（穀物・炊く）」が略されたものが語源という説もある。「御殿」については不明。

## 登山
浜益御殿への道は増毛山道の途中にあるため季節を問わず登ることができる。なお増毛山道は自然・歴史的価値の保護から一般の解放はされていないため無断での入山は自己責任である。